# 1. HMNL 2012./13.
1.HMNL 2012./13. je dvadeset i druga sezona najvišeg ranga hrvatskog malonogometnog prvenstva. Sudjelovalo je 12 momčadi, a naslov prvaka je osvojila momčad Nacionala iz Zagreba.

## Sustav natjecanja
Prvenstvo je odigrano u dva dijela: ligaškom i doigravanju. 

U ligaškom dijelu je sudjelovalo 12 momčadi koje su odigrale dvokružnim sustavom (22 kola). Po završetku lige šest najbolje plasiranih momčadi se plasiralo u doigravanje za prvaka koje se igralo na ispadanje (četvrtzavršnica, poluzavršnica, završnica). Kriterij za prolazak četvrtzavršnice i poluzavršnice je bilo da pobjednička momčad prva ostvari dvije pobjede, dok u završnici pobjednička momčad treba ostvariti tri pobjede. 

### Ljestvica
| poz. | klub                            | ut. | poz. | rem. | por. | po.g | pr.g | gr  | bod | doigravanje     |
| ---- | ------------------------------- | --- | ---- | ---- | ---- | ---- | ---- | --- | --- | --------------- |
| 1.   | Nacional Zagreb                 | 22  | 14   | 2    | 6    | 71   | 46   | 25  | 44  | poluzavršnica   |
| 2.   | Vrgorac GTP                     | 22  | 13   | 4    | 5    | 84   | 63   | 21  | 43  | poluzavršnica   |
| 3.   | Kijevo Bilić-Erić Security Knin | 22  | 12   | 3    | 7    | 90   | 72   | 18  | 39  | četvrtzavršnica |
| 4.   | Novo Vrijeme Apfel Makarska     | 22  | 11   | 3    | 8    | 88   | 63   | 21  | 36  | četvrtzavršnica |
| 5.   | Murter                          | 22  | 10   | 5    | 7    | 87   | 69   | 18  | 35  | četvrtzavršnica |
| 6.   | Alumnus Zagreb                  | 22  | 11   | 2    | 9    | 77   | 62   | 15  | 35  | četvrtzavršnica |
| 7.   | Osijek V.B.K.                   | 22  | 9    | 2    | 11   | 56   | 70   | -14 | 29  |                 |
| 8.   | Solin Staro Češko               | 22  | 8    | 4    | 10   | 63   | 77   | -14 | 28  |                 |
| 9.   | Petrinjčica (Petrinja)          | 22  | 8    | 0    | 14   | 82   | 93   | -11 | 24  |                 |
| 10.  | Novi Marof Reflex               | 22  | 6    | 5    | 11   | 72   | 96   | -24 | 23  |                 |
| 11.  | Mejaši Klesarstvo Dicmo Split   | 22  | 6    | 3    | 13   | 63   | 93   | -30 | 21  |                 |
| 12.  | Split Tommy                     | 22  | 5    | 5    | 12   | 69   | 94   | -25 | 20  |                 |

### Doigravanje za prvaka
|                                                                                         | 1.klub                          | 2.klub                      | omjer | utakmice                |
| --------------------------------------------------------------------------------------- | ------------------------------- | --------------------------- | ----- | ----------------------- |
| četvrtzavršnica                                                                         | Kijevo Bilić-Erić Security Knin | Alumnus Zagreb              | 0-2   | 3:5, 2:10               |
| četvrtzavršnica                                                                         | Novo Vrijeme Apfel Makarska     | Murter                      | 2-0   | 2:1, 4:3                |
|                                                                                         |                                 |                             |       |                         |
| poluzavršnica                                                                           | Nacional Zagreb                 | Novo Vrijeme Apfel Makarska | 2-0   | 4:1, 2:1                |
| poluzavršnica                                                                           | Vrgorac GTP                     | Alumnus Zagreb              | 2-1   | 2:2 (4:2 pen), 3:5, 4:2 |
|                                                                                         |                                 |                             |       |                         |
| završnica                                                                               | Nacional Zagreb                 | Vrgorac GTP                 | 3-1   | 7:4, 0:3, 5:1, 3:2      |
|                                                                                         |                                 |                             |       |                         |
| podebljano - domaća utakmica za 1.klub normalna debljina - gostujuća utakmica za 1.klub |                                 |                             |       |                         |

## Poveznice
- Druga hrvatska malonogometna liga 2012./13.
- Hrvatski malonogometni kup 2012./13.